# Port lotniczy La Fría
Port lotniczy La Fría (IATA: LFR, ICAO: SVLF) – port lotniczy położony w La Fría, w stanie Táchira, w Wenezueli.